# Cheval marocain de sport
Le cheval marocain de sport, ou Selle marocain, est un stud-book de chevaux de sport marocains, destinés au sport équestre, et tout particulièrement au saut d'obstacles. Récent, ce stud-book reste en cours de sélection, en particulier à Sidi Berni, acceptant de larges croisements. Il compte environ 100 naissances annuelles, dans trois élevages principaux implantés dans les régions de Rabat et d'Agadir, au Maroc.

## Histoire
Ces chevaux sont répertoriés sous différents noms, en effet le CIRAD les enregistre sous celui de « cheval de Selle marocain », correspondant à la traduction en anglais « Moroccan riding horse », tandis que le guide Delachaux (2014) et Cheval Magazine (2013) ont opté pour « Cheval de sport marocain » et « Cheval marocain de sport ».
Le stud-book est créé en 1985 au Maroc, au domaine de Sidi Berni, près de Rabat, dépendant de la Fédération royale marocaine des sports équestres. Cet élevage est un souhait de la princesse Lalla Amina. Son but est d'élever des chevaux de sport de grande taille, par croisements sur la jumenterie marocaine. Ce programme d'élevage retient le Hanovrien pour sa taille, le Selle français pour sa masse, et le Pur-sang pour son énergie. Il est alors prévu d'officialiser la race en 1996.
La tentative de fixer cette race s'est effectuée par croisement initial entre des juments locales Arabe-Barbe, Anglo-arabe et Anglo-arabe-barbe, et des étalons Hanovrien. Ensuite, les juments issues de ce premier croisement ont été re-croisées avec des étalons Pur-sang et Selle français. Seules les juments montrant des qualités sportives ont été conservées dans le programme de sélection, ce qui a fait passer le cheptel de 85 juments au départ à 35 juments.
Emmanuelle Brengard indique (2013) que ce stud-book a intégré la World breeding federation for sport horses (WBFSH), cependant, en avril 2019, le cheval de sport marocain ne figure pas dans la liste des membres affiliés à la WBFSH.

## Description
Un cheval marocain de sport naît par croisement entre une jument locale, d'assez petite taille, et un étalon de sport de race Hanovrien, Selle français ou Pur-sang. La taille recherchée est d'environ 1,68 m, couplée à un tempérament solide, courageux et énergique.
Il n'existe pas de standard de race, par ailleurs les croisements autorisés sont très ouverts aux autres stud-books sportifs. Ces animaux sont habitués à la vie en extérieur, et semblent acclimatés au Maroc, si ce n'est que les pics de chaleur entraînent des crises de coliques. À Sidi Berni, ces dernières sont prévenues par la distribution d'un mash, deux fois par semaine.

## Utilisations

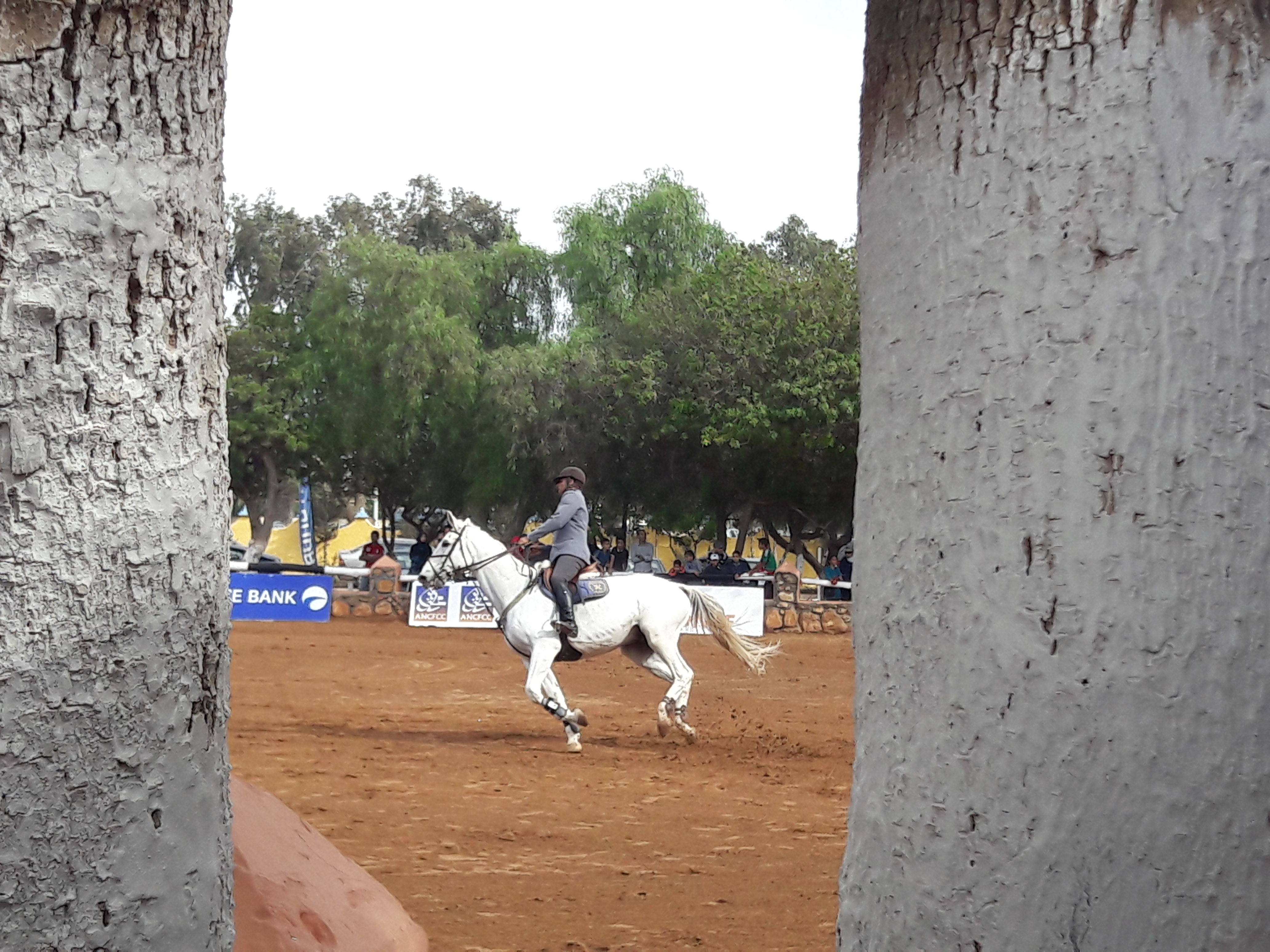
Cavalier sportif (de saut d'obstacles ou de concours complet) à Agadir.

Le cheval marocain de sport est sélectionné en priorité pour le saut d'obstacles,. L'un des chevaux propriété de la princesse Lalla Amina, Floresco, a participé aux Jeux olympiques d'été de 2008 et de 2012.

## Diffusion de l'élevage
Ces chevaux propres au Maroc se trouvent essentiellement à Sidi Berni, qui voit naître entre 20 et 25 poulains chaque année, ainsi que dans deux haras privés dans les régions de Rabat et d'Agadir. Le stud-book compte en 2013 environ 600 sujets inscrits, pour 100 naissances annuelles.